# A18高速公路 (義大利)
A18高速公路（義大利語：Autostrada A18）是義大利一條高速公路，自西西里島東北部的墨西拿，沿該島東岸向南，完成後將以傑拉為終點、全長208.5公里。
目前分南北兩段通車：墨西拿至卡塔尼亞長76.8公里（1971年通車），錫拉庫薩至羅索利尼長41.5公里（2008年10月24日通車），而卡塔尼亞至錫拉庫薩之間由另一條高速公路及一條國道連接。全段為歐洲E45公路的一部份。